# کره مجازی

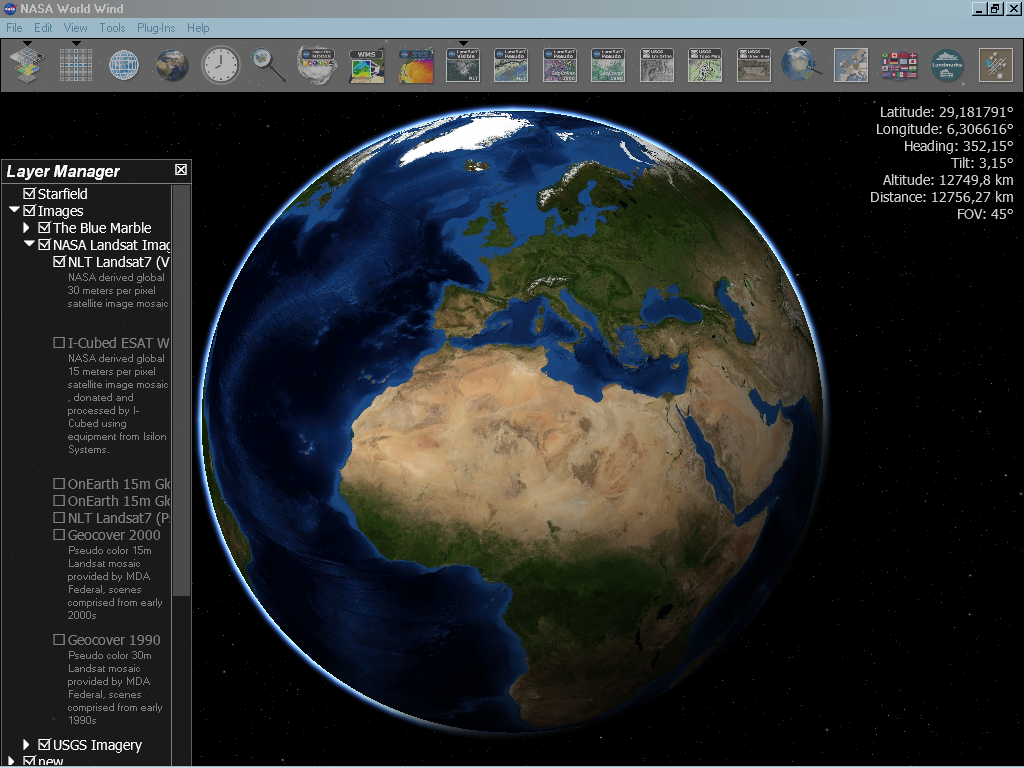
ناسا ورلد ویند یک نرم‌افزار متن‌باز کره مجازی با امکان نمایش ستارگان و جلوه‌های پیشرفته اتمسفری و خورشیدی است.

کُره مجازی یا جهان مجازی (انگلیسی: Virtual globe) یک مدل نرم‌افزاری سه‌بعدی یا نمایشی از زمین یا دیگر سیاره‌هاست. کره مجازی امکان حرکت آزادانه در محیطی مجازی با تغییر موقعیت و زاویه دید را می‌دهد. در مقایسه با کره جغرافیایی معمولی کره‌های مجازی قابلیت بیشتری برای نشان‌دادن نماهای گوناگون سطح زمین دارند. این نماها ممکن است پدیده‌های جغرافیایی، سازه‌های انسانی مانند راه‌ها و ساختمان‌ها یا نمایش انتزاعی مقادیر اجتماعی مانند جمعیت‌های انسانی باشد.
شرکت مایکروسافت در ۲۰ نوامبر ۱۹۹۷ کره مجازی آفلاین دانشنامه انکارتا را معرفی کرد و پس از آن اطلس سه‌بعدی جهان در سال ۱۹۹۹ معرفی شد. نخستین کره مجازی آنلاین که به‌صورت گسترده مورد استفاده همگان قرار گرفت ناسا ورلد ویند و گوگل ارت بودند که به‌ترتیب در سال‌های ۲۰۰۴ و ۲۰۰۵ معرفی شدند.